# Forspenstemon
Forspenstemon (Penstemon serrulatus) är en grobladsväxtart som beskrevs av Archibald Menzies.
Forspenstemon ingår i släktet penstemoner och familjen grobladsväxter. Arten förekommer tillfälligt i Sverige, men reproducerar sig inte. Inga underarter finns listade i Catalogue of Life.

## Bildgalleri

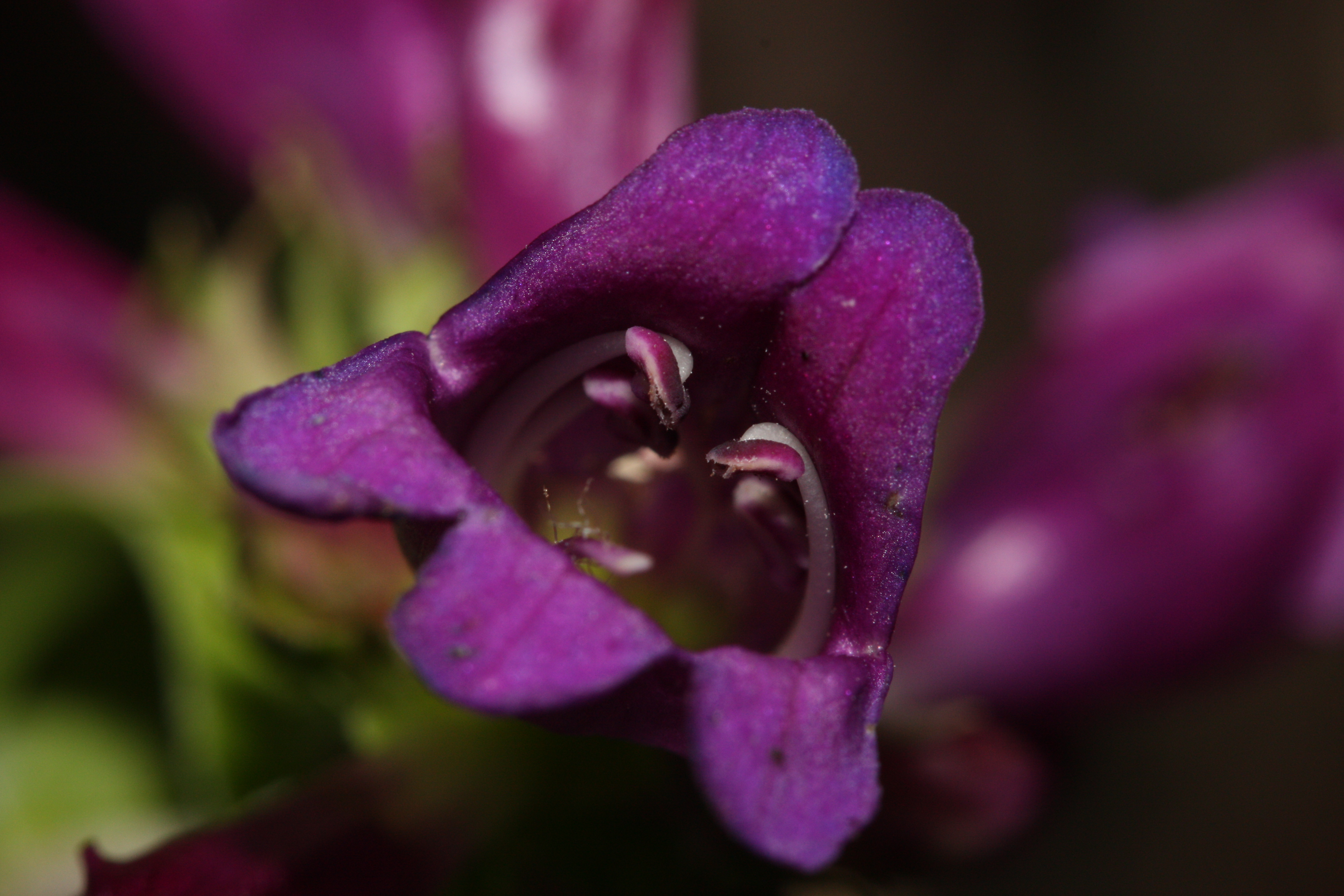
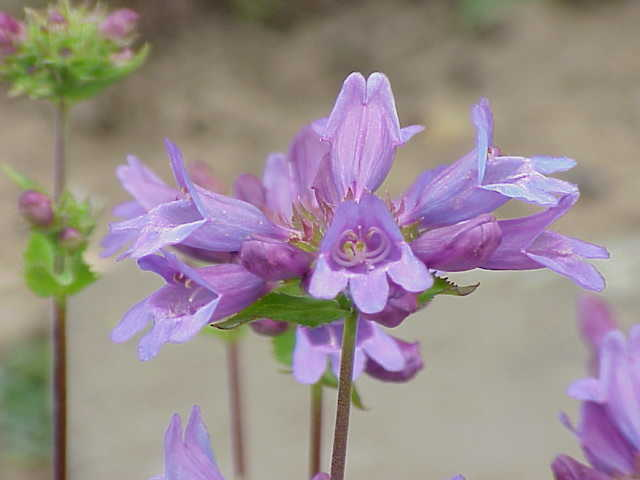
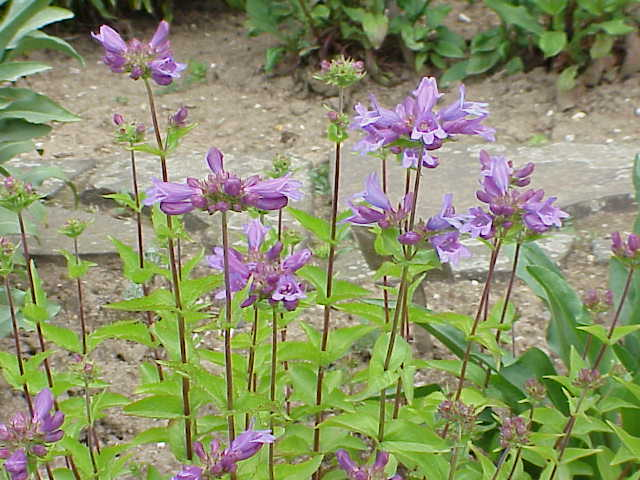